# Auto Union Type C
L'Auto Union Type C è una vettura da competizione progettata da Ferdinand Porsche e realizzata dal costruttore tedesco Auto Union nel 1936 per gareggiare nella formula 750 kg dei Gran Premi di automobilismo degli anni trenta. Vinse il Campionato Europeo Gran Prix nel 1936 con il pilota Bernd Rosemeyer e stabilì diversi record di velocità su strada.
Di tutte le tipo C costruite rimane un unico esemplare esposto al Deutsches Museum di Monaco di Baviera, donato al museo all'epoca della scomparsa di Bernd Rosemeyer. Per quanto riguarda gli altri telai, in seguito agli eventi bellici della seconda guerra mondiale, la fabbrica della Auto Union a Zwickau passò sotto occupazione Sovietica e le vetture presenti furono requisite andando poi perdute. Basandosi sull'unica vettura esistente e facendo ricorso ai disegni tecnici originali, l'Audi ha costruito fedeli repliche della tipo C che espone in occasione di manifestazioni automobilistiche.

## Contesto
In seguito alla Grande depressione che ebbe luogo nel 1929, anche il comparto automobilistico risentì gravemente degli effetti negativi della crisi economica, per cercare di contrastare queste difficoltà, nel 1932 alcune case automobilistiche tedesche di modesta entità: Horch, Audi, DKW e Wanderer formarono un consorzio chiamato Auto Union, il cui logo formato da 4 anelli interconnessi allineati orizzontalmente simboleggiava l'unione dei vari marchi del gruppo.

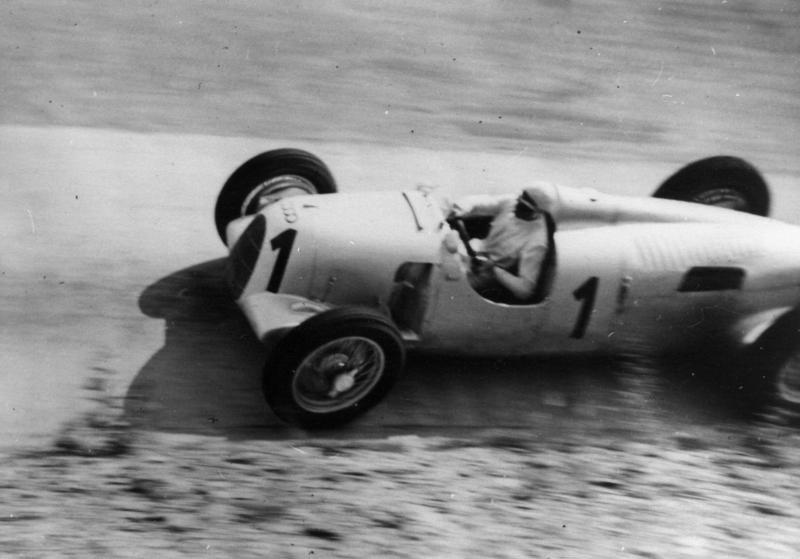
L'Auto Union Type C pilotata da Bernd Rosemeyer al Nürburgring

Nel 1933 il Professor Ferdinand Porsche, all'epoca progettista dell'Auto Union, realizza il progetto di un'automobile da corsa di nuova concezione dalle caratteristiche tecniche per il tempo rivoluzionarie infatti il motore è posto in posizione centrale posteriore; successivamente lo sottopone al vaglio del consiglio di amministrazione dell'azienda, che ne elogia le soluzioni, ma al tempo stesso avanza seri dubbi fattibilità dovuti allo sforzo economico necessario per la realizzazione di una tale vettura e per la gestione del programma agonistico.
Porsche, fermamente convinto delle proprie idee e alla ricerca di finanziatori, si reca di persona a colloquio con Adolf Hitler, il quale inizialmente gli risponde che per far vincere la Germania nei Gran Premi è più che sufficiente la Mercedes-Benz, ma quando Porsche illustra più dettagliatamente il suo progetto, il Führer resta colpito favorevolmente dalle innovazioni tecnologiche della vettura e stanzia una cospicua sovvenzione statale a favore dell'Auto Union.
Ottenuto il benestare di Hitler ma soprattutto i finanziamenti di cui necessitava, Porsche realizza finalmente l'automobile che desiderava, la prima vettura ad essere costruita nel 1934 è l'Auto Union Type A, contraddistinta dall'inedito motore V16 avente una cilindrata di 4.358 cm³ dotato di compressore volumetrico ed in grado di sviluppare 295 CV, posizionato alle spalle del pilota; ottiene 8 vittorie con Hans Stuck e con Achille Varzi
Nel 1935 viene schierata la Type B, un'ulteriore evoluzione, potenziata a 375 CV, viene portata alla vittoria da Hans Stuck, da Achille Varzi e da Bernd Rosemeyer che ottengono in totale 6 successi.

## Tecnica

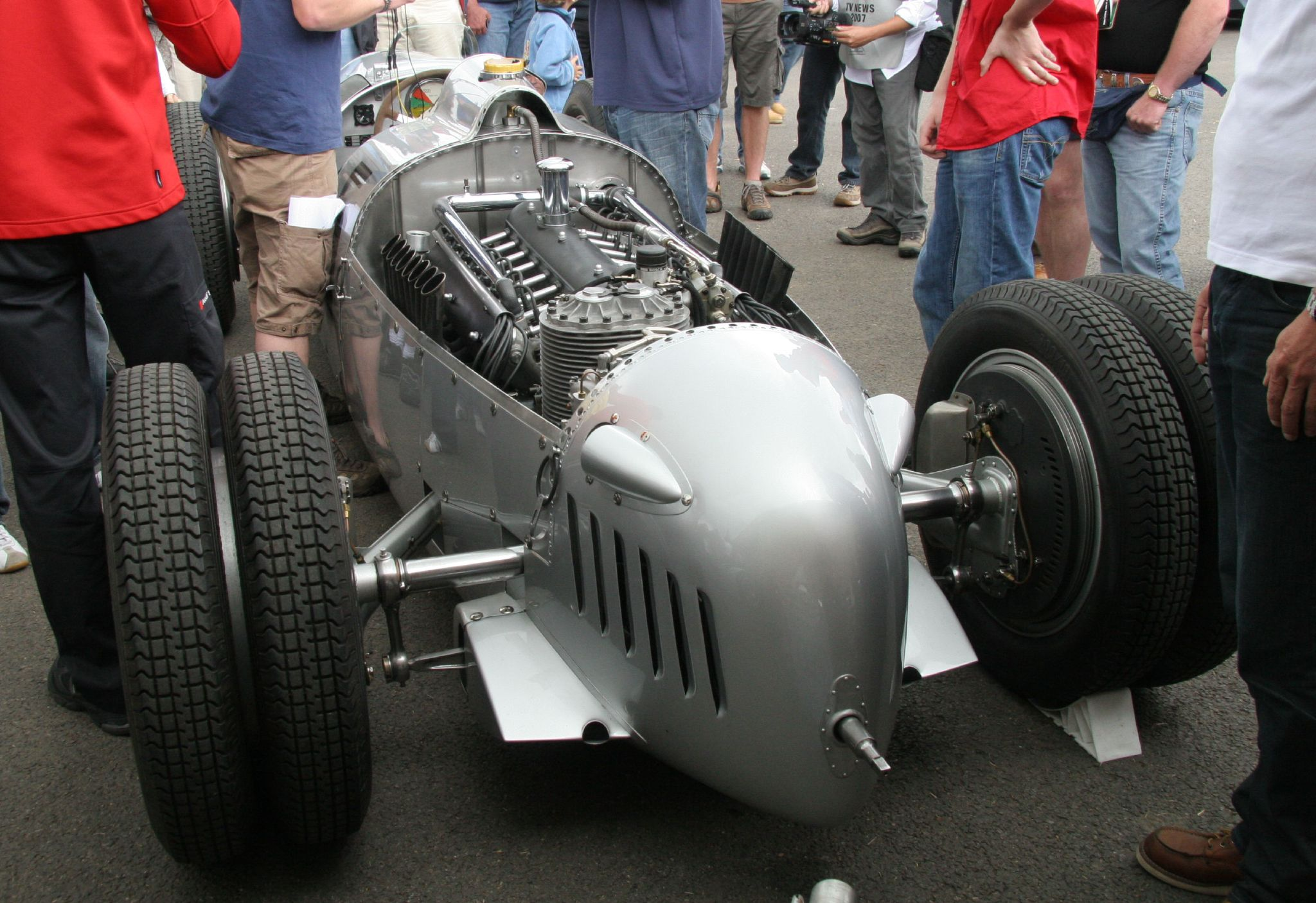
Il posteriore e il vano motore della Type C in configurazione da cronoscalata (si notino le ruote posteriori gemellari)

Questa vettura è stata realizzata in funzione della formula 750 kg, questo regolamento prevedeva un peso massimo di 750 kg, non vi era alcun limite inerente alla cilindrata, al frazionamento motore o alla sovralimentazione, delle norme che al giorno d'oggi sarebbero del tutto fuori luogo, ma a quel tempo si era ancora agli albori della tecnica e contenere il peso totale del corpo vettura significava in un certo modo limitare le dimensioni del motore e quindi la potenza.
La caratteristica più innovativa è senza dubbio il collocamento del propulsore alle spalle del guidatore, in posizione posteriore centrale longitudinale, brillante intuizione di Ferdinand Porsche, una soluzione che migliorava la distribuzione dei pesi sui due assali, l'inserimento in curva e la motricità delle ruote posteriori. Tecnica che tuttavia era molto avanzata per quei tempi probabilmente anche troppo, infatti dopo l'esperienza dell'Auto Union, venne recepita fino in fondo solamente 25 anni più tardi quando in Formula 1 la Cooper vinse schierando nuovamente un'auto a motore posteriore.
Il telaio è del tipo a traliccio tubolare realizzato in cromo-molibdeno rivestito da una carrozzeria in pannelli di alluminio, le sospensioni sono anch'esse innovative per l'epoca, sono del tipo a barre di torsione.
Il motore 16 cilindri a V di 45°, ha una cilindrata di 6.006 cm³, ha il monoblocco in alluminio e le testate in lega leggera, ha 2 valvole per cilindro, è sovralimentato mediante compressore volumetrico tipo Roots, sviluppa 520 CV ad un regime di 5.000 giri al minuto.
Nelle corse in salita, per limitare il marcato sovrasterzo tipico della vettura, venivano montate ruote posteriori gemellate, per mezzo delle quali i pattinamenti e le sbandate nelle curve lente diminuivano.

## Risultati sportivi

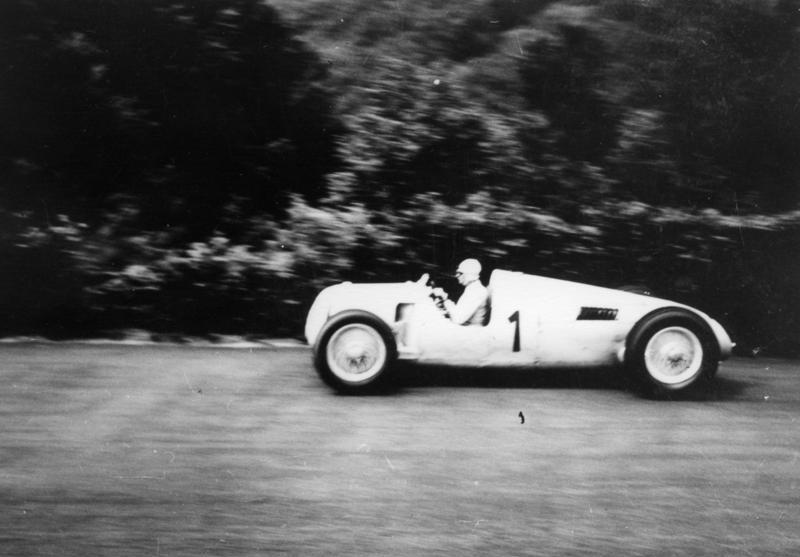
Bernd Rosemeyer al Nürburgring

Nel 1936 la Type C vince 9 gare tra Gran Premi e Corse in Salita, di cui 7 grazie a Rosemeyer che conquista il Campionato Europeo Grand Prix e diventa anche Campione tedesco di Corse in Salita.
Lo stesso anno Ferdinand Porsche ricevette l'incarico da Adolf Hitler di progettare una vettura per motorizzare il popolo tedesco da produrre in larga scala, la famosa Volkswagen Maggiolino, il professore, impegnato nella progettazione dell'utilitaria, trascurò lo sviluppo dell'Auto Union.
La Mercedes-Benz invece investì molto tempo in ricerca e sviluppo, schierò un'evoluzione della Mercedes-Benz W125  potenziata a 575 CV, recuperando competitività nella stagione 1937, quell'anno la Type C si aggiudica 8 corse: 5 Gran Premi, 2 Corse in Salita e una gara ad Handicap, ma il titolo Gran Prix lo vince la Mercedes-Benz.
La Type C corre solo nel biennio 1936-1937 infatti a partire dal 1938, per contenere le prestazioni delle monoposto divenute troppo potenti e veloci, la formula Grand Prix 750 kg viene sostituita dalla formula 3 litri, cioè da monoposto con peso invariato ma spinte da motori di cilindrata massima limitata a 3.000 cm³.

## Record di velocità
La Type C è stata spesso utilizzata dall'Auto Union per battere record di velocità su strada nelle distanze da 1 km a 10 miglia, innumerevoli i primati stabiliti sia in configurazione standard a ruote scoperte, sia nella speciale versione carenata detta Streamliner con carrozzeria integrale dalla linea più aerodinamica.
Il primato più significativo fu quello stabilito da Bernd Rosemeyer nel 1937 sull'autostrada Francoforte-Darmstadt raggiungendo i 406,321 km/h sul chilometro lanciato. Lo stesso pilota per difendere il proprio record strappatogli da Rudolf Caracciola su Mercedes-Benz, perderà la vita in un tragico incidente a bordo della sua Type C durante un tentativo sul miglio lanciato dopo aver fatto segnare i 429,594 km/h sul chilometro.